# Elecciones municipales de Perú de 1989
Las elecciones municipales de Perú de 1989 se llevaron a cabo el domingo 12 de noviembre de 1989 en todo el Perú para elegir a los alcaldes provinciales y distritales para el período 1990-1992. Fueron convocadas por el presidente Alan García Pérez.
El contexto electoral estuvo fuertemente marcado por el clima de violencia generado por las acciones terroristas de Sendero Luminoso y una gran polarización política entre los partidos democráticos. La intención senderista era boicotear los comicios fomentando un alto nivel de ausentismo y promoviendo votos en blanco y nulos, los cuales interpretaban como un avance de su acción insurgente. Por otro lado, los partidos aspiraban a una masiva participación ciudadana en un proceso electoral que consideraban como la antesala de las elecciones generales de 1990.
Los asesinatos selectivos de Sendero Luminoso contra autoridades estatales formaron parte de su estrategia de boicot. El año 1989 registró el mayor número de muertes de alcaldes en todo el periodo del conflicto interno. El atentado terrorista más resonante fue el asesinato del alcalde comunista de Huamanga, Fermín Azparrent Taipe (Izquierda Unida), el 19 de septiembre. El miedo a ser víctimas del terrorismo redujo significativamente el número de candidatos, de manera que en doscientos veinte distritos del país no se presentó ninguna candidatura. En total, los terroristas asesinaron a treinta alcaldes, doce regidores y catorce candidatos. Doscientos treinta y cinco alcaldes distritales y veintidós alcaldes provinciales abandonaron sus cargos antes de las elecciones. Además, en varias provincias del país, principalmente en las zonas bajo estado de emergencia, no se realizaron comicios debido a la inseguridad y las amenazas constantes.
En respuesta a esta situación, los partidos políticos se reconfiguraron para enfrentar las elecciones. El oficialista Partido Aprista Peruano se presentó a los comicios sumido en el desprestigio político del gobierno de Alan García, debido a su fracaso en enfrentar el colapso económico más grave de la historia del país y en la lucha contra el terrorismo. Las fuerzas de oposición de derecha se organizaron en torno de la figura de Mario Vargas Llosa, formando el Frente Democrático, compuesto por los tradicionales Acción Popular y el Partido Popular Cristiano, junto con el recién fundado Movimiento Libertad. Por otro lado, la coalición Izquierda Unida se fracturó en dos, dando origen al Acuerdo Socialista de Izquierda, en torno a la figura de Alfonso Barrantes.
El día de la jornada electoral se caracterizó por un elevado grado de ausentismo y un aumento significativo de los votos en blanco y viciados, especialmente en las zonas bajo estado de emergencia tanto por las amenazas de Sendero Luminoso como por la desconfianza en las Fuerzas Armadas, generada por los asesinatos selectivos, las ejecuciones y las desapariciones extrajudiciales. Paradójicamente, los comicios se realizaron casi sin contratiempos y no hubo conflictos en el conteo de votos. Los resultados mostraron el mejor desempeño de los movimientos independientes hasta ese momento: en Lima ganó Ricardo Belmont Cassinelli, el primer independiente electo para ocupar la alcaldía de la capital peruana en la historia. En Huamanga, en medio de la violencia política y la intervención gubernamental en las elecciones, se anularon los comicios que habían sido ganados por la izquierda.
A pesar de su derrota en Lima, el Frente Democrático se alzó como la fuerza política más votada, aunque con un margen mucho menor del esperado, y con el mayor número de concejos provinciales. El Partido Aprista Peruano fue la segunda fuerza más votada, aunque sufrió un colapso estrepitoso, perdiendo casi dos tercios de su caudal electoral. Este resultado fue particularmente notable, ya que el aprismo pasó de controlar casi todos los concejos provinciales del país a mantener menos de una quinta parte de ellos. Izquierda Unida, a pesar de su fractura, revalidó su liderazgo en el espacio de la izquierda sobre el Acuerdo Socialista, erigiéndose como la tercera fuerza política del país.
Sin embargo, esta elección marcó el principio del colapso del sistema de partidos peruano y el surgimiento de las candidaturas independientes, que hasta la actualidad dominan en todos los comicios subnacionales. La victoria de los independientes, aunque aparentemente menor, marcó el inicio del colapso del sistema de partidos tradicional. La victoria del outsider Belmont es considerada como una premonición de la llegada del outsider Fujimori a la presidencia del país al año siguiente.

## Partidos y líderes
A continuación se muestra una lista de los principales partidos y alianzas electorales que participaron en las elecciones:
| Candidatura | Candidatura | Partidos y alianzas | Líderes                    | Líderes                    | Ideología                                                        | Resultado previo | Resultado previo |
| Candidatura | Candidatura | Partidos y alianzas | Líderes                    | Líderes                    | Ideología                                                        | Votos (%)        | Prov.            |
| ----------- | ----------- | --- | -------------------------- | -------------------------- | ---------------------------------------------------------------- | ---------------- | ---------------- |
|             | APRA        | Lista - Partido Aprista Peruano (APRA) |                            | Alan García Pérez          | Aprismo                                                          | 47.13%           | 151              |
|             | IU          | Lista - Izquierda Unida (IU) – Unión de Izquierda Revolucionaria (UNIR) – Unidad Democrático Popular (UDP) – Partido Comunista Peruano (PCP) – Frente Obrero Campesino Estudiantil y Popular (FOCEP) |                            | Henry Pease García         | Marxismo-leninismo Comunismo                                     | 30.53%           | 15               |
|             | ASI         | Lista - Acuerdo Socialista de Izquierda (ASI) – Partido Socialista Revolucionario (PSR) – Partido Comunista Revolucionario (PCR) – Movimiento Socialista Peruano (MSP)                               |                            | Alfonso Barrantes Lingán   | Marxismo-leninismo Mariateguismo Socialismo democrático          | 30.53%           | 15               |
|             | FREDEMO     | Lista - Frente Democrático (FREDEMO) – Acción Popular (AP) – Movimiento Libertad (Libertad) – Partido Popular Cristiano (PPC)                                                                        |                            | Mario Vargas Llosa         | Liberalismo económico Humanismo cristiano Conservadurismo social | 14.63%           | 1                |
|             | IND         | Lista - Independientes | Sin liderazgo centralizado | Sin liderazgo centralizado | Localismo                                                        | 3.86%            | 1                |

## Resultados

### Sumario general
| Partidos y coaliciones | Partidos y coaliciones                        | Voto popular | Voto popular | Voto popular | Alcaldías | Alcaldías |
| Partidos y coaliciones | Partidos y coaliciones                        | Votos        | %            | ±pp          | Total     | +/−       |
| ---------------------- | --------------------------------------------- | ------------ | ------------ | ------------ | --------- | --------- |
|                        | Frente Democrático (FREDEMO)                  | 1,572,868    | 31.61        | +16.98       | 61        | +60       |
|                        | Partido Aprista Peruano (APRA)                | 982,040      | 19.74        | –27.39       | 24        | –127      |
|                        | Izquierda Unida (UNIR–UDP–PCP–FOCEP)          | 888,422      | 17.86        | –12.67       | 44        | +29       |
|                        | Acuerdo Socialista de Izquierda (PSR–PCP–MSP) | 113,734      | 2.29         | Nuevo        | 0         | ±0        |
|                        | Otros                                         | 1,418,541    | 28.51        | n/a          | 28        | n/a       |
|                        |                                               |              |              |              |           |           |
| Total                  | Total                                         | 4,975,605    |              |              | 157       | n/a       |
|                        |                                               |              |              |              |           |           |
| Votos válidos          | Votos válidos                                 | 4,975,605    | 78.37        | –7.05        |           |           |
| Votos en blanco        | Votos en blanco                               | 394,622      | 6.22         | +2.57        |           |           |
| Votos nulos            | Votos nulos                                   | 979,017      | 15.42        | +4.49        |           |           |
| Votos emitidos         | Votos emitidos                                | 6,349,244    | 69.50        | –9.42        |           |           |
| Abstenciones           | Abstenciones                                  | 2,785,753    | 30.50        | +9.42        |           |           |
| Votantes registrados   | Votantes registrados                          | 9,134,997    |              |              |           |           |
|                        |                                               |              |              |              |           |           |
| Fuente:                |                                               |              |              |              |           |           |

### Resultados por provincia
La siguiente tabla enumera el control de las provincias donde se ubican las capitales de cada departamento, así como en aquellas con una población por encima o alrededor de 54.000. El cambio de mando de una organización política se resalta del color de ese partido.
| Provincia         | Población | Alcalde(sa) titular          | Partido político | Partido político                | Alcalde(sa) electo(a)                          | Partido político                               | Partido político                               |
| ----------------- | --------- | ---------------------------- | ---------------- | ------------------------------- | ---------------------------------------------- | ---------------------------------------------- | ---------------------------------------------- |
| Lima              | 5 518 250 | Jorge del Castillo Gálvez    |                  | Partido Aprista Peruano         | Ricardo Belmont Cassinelli                     |                                                | Lista Independiente N° 3                       |
| Arequipa          | 659 244   | Luis Cáceres Velásquez       |                  | Frente Nacional de Trabajadores | Luis Cáceres Velásquez                         |                                                | Frente Nacional de Trabajadores                |
| Chiclayo          | 612 900   | Julio Fernández de la Oliva  |                  | Partido Aprista Peruano         | Arturo Castillo Chirinos                       |                                                | Frente Democrático                             |
| Callao            | 605 615   | Urbino Julve Ciriaco         |                  | Partido Aprista Peruano         | Kurt Woll Muller                               |                                                | Frente Democrático                             |
| Trujillo          | 564 606   | Miriam Pilco Deza            |                  | Partido Aprista Peruano         | José Murgia Zannier                            |                                                | Partido Aprista Peruano                        |
| Piura             | 486 654   | Freddy Aponte Guerrero       |                  | Partido Aprista Peruano         | Frank Mc Lauchlan García                       |                                                | Frente Democrático                             |
| Huancayo          | 382 854   | Ricardo Bohórquez Hernández  |                  | Partido Aprista Peruano         | Pedro Morales Mansilla                         |                                                | Frente Democrático                             |
| Maynas            | 381 697   | Máximo Meléndez Cárdenas     |                  | Partido Aprista Peruano         | Silfo Alván del Castillo                       |                                                | Frente Democrático                             |
| Santa             | 340 259   | Alberto Alfaro Beltrán       |                  | Partido Aprista Peruano         | Alberto Alfaro Beltrán                         |                                                | Partido Aprista Peruano                        |
| Cusco             | 268 058   | Carlos Chacón Galindo        |                  | Partido Aprista Peruano         | Daniel Estrada Pérez                           |                                                | Izquierda Unida                                |
| Ica               | 237 572   | Ambrosio Cavero Donayre      |                  | Izquierda Unida                 | Marco Arbulu Gavilano                          |                                                | Partido Aprista Peruano                        |
| Coronel Portillo  | 233 039   | Lucio Abensur Pérez          |                  | Partido Aprista Peruano         | Alfonso Torres Fernández                       |                                                | Frente Democrático                             |
| Sullana           | 231 342   | Fernando Bell Houghton       |                  | Partido Aprista Peruano         | Amadeo Samaniego Samaniego                     |                                                | Frente Democrático                             |
| Cajamarca         | 224 077   | Eloy García Guevara          |                  | Partido Aprista Peruano         | Francisco Arroyo Cobián                        |                                                | Partido Aprista Peruano                        |
| Huánuco           | 209 712   | Manuel Sara Ratto            |                  | Partido Aprista Peruano         | Arnulfo Mendoza Tarazona                       |                                                | Frente Democrático                             |
| Lambayeque        | 207 467   | José Kam Ríos                |                  | Partido Aprista Peruano         | José Venegas Sussoni                           |                                                | Partido Aprista Peruano                        |
| Puno              | 203 631   | Luis Dueñas Peralta          |                  | Partido Aprista Peruano         | Juan Sotomayor Pérez                           |                                                | Izquierda Unida                                |
| Tacna             | 174 246   | Tito Chocano Olivera         |                  | Partido Popular Cristiano       | Tito Chocano Olivera                           |                                                | Unión Independiente de Tacna                   |
| Chucuito          | 170 793   | Ángel Valdez Cuentas         |                  | Partido Aprista Peruano         | Zacarias Cárdenas Zapana                       |                                                | Frente Democrático                             |
| Chota             | 166 476   | Carlos Sánchez Arrascue      |                  | Partido Aprista Peruano         | Carlos Sánchez Arrascue                        |                                                | Lista Independiente N° 3                       |
| Jaén              | 165 944   | Víctor Puican Descalzi       |                  | Partido Aprista Peruano         | Régulo Oblitas Guevara                         |                                                | Frente Democrático                             |
| Morropón          | 164 763   | Eduardo Anto Benites         |                  | Partido Aprista Peruano         | César Chiroque Mondragón                       |                                                | Izquierda Unida                                |
| Huamanga          | 164 286   | Jaime Urrutia Ceruti         |                  | Izquierda Unida                 | Elecciones municipales complementarias de 1991 | Elecciones municipales complementarias de 1991 | Elecciones municipales complementarias de 1991 |
| Huaura            | 160 967   | Carlos Meza Velásquez        |                  | Partido Aprista Peruano         | Miguel Díaz La Rosa                            |                                                | Frente Democrático                             |
| San Román         | 155 836   | Pascual Bernal Salas         |                  | Partido Aprista Peruano         | Vidal Chávez Lipa                              |                                                | Frente Nacional de Trabajadores                |
| La Convención     | 155 045   | José Zamalloa Oré            |                  | Partido Aprista Peruano         | Jorge Altamirano Andrade                       |                                                | Frente Democrático                             |
| Cañete            | 149 992   | David Palti Solano           |                  | Partido Aprista Peruano         | Carlos Sertzen Seminario                       |                                                | Frente Democrático                             |
| Chincha           | 147 198   | Giussepina Tasso Montecceli  |                  | Partido Aprista Peruano         | Francisco Peñaloza Munayco                     |                                                | Frente Democrático                             |
| Cutervo           | 144 375   | Walter Raúl Dávila           |                  | Partido Aprista Peruano         | Sergio Fernández Silva                         |                                                | Frente Democrático                             |
| Azángaro          | 139 037   | Marcelino Pachari Roselló    |                  | Izquierda Unida                 | Teófilo Mayta Quispe                           |                                                | Izquierda Unida                                |
| Pasco             | 138 657   | Raúl Soto Callupe            |                  | Partido Aprista Peruano         | Gregorio Cornelio Mauricio                     |                                                | Frente Democrático                             |
| Ayabaca           | 135 213   | Cruz Córdova Cruz            |                  | Partido Aprista Peruano         | Teófilo Flores Huamán                          |                                                | Izquierda Unida                                |
| Andahuaylas       | 131 418   | Germán Necochea Osorio       |                  | Partido Aprista Peruano         | José Medina Espinoza                           |                                                | Izquierda Unida                                |
| Huaral            | 124 844   | Carmen Carvallo Gauthier     |                  | Partido Aprista Peruano         | Melchor Cárdenas Vásquez                       |                                                | Lista Independiente N° 3                       |
| Huaraz            | 121 309   | José Sotelo Ibaceta          |                  | Partido Aprista Peruano         | Pablo Romero Henostroza                        |                                                | Frente Democrático                             |
| Tarma             | 120 651   | Estela Barrientos Mango      |                  | Izquierda Unida                 | Estela Barrientos Mango                        |                                                | Izquierda Unida                                |
| Alto Amazonas     | 119 449   | Ronal Zegarra Guerra         |                  | Partido Aprista Peruano         | Aquiles Ramírez Escudero                       |                                                | Frente Democrático                             |
| Talara            | 119 081   | Rodolfo Sánchez Torres       |                  | Partido Socialista del Perú     | Rodolfo Sánchez Torres                         |                                                | Partido Socialista del Perú                    |
| Huancabamba       | 118 400   | Leoncio Elera Alberca        |                  | Partido Aprista Peruano         | Carlos La Torre Melendres                      |                                                | Frente Democrático                             |
| Chanchamayo       | 117 084   | Américo Bonet Espinoza       |                  | Partido Aprista Peruano         | Carlos Cordero Ayala                           |                                                | Frente Democrático                             |
| Barranca          | 116 690   | Luis Seminario Murillo       |                  | Partido Aprista Peruano         | Dora Alvarado de la Torre                      |                                                | Frente Democrático                             |
| Ascope            | 114 128   | Mario Velarde Carrión        |                  | Partido Aprista Peruano         | Mario Velarde Carrión                          |                                                | Partido Aprista Peruano                        |
| San Martín        | 111 549   | Ignacio Ruiz Dávila          |                  | Partido Aprista Peruano         | Víctor Coral Pérez                             |                                                | Frente Democrático                             |
| Jauja             | 110 634   | José Yseki Koitabashi        |                  | Partido Aprista Peruano         | Luis Balvín Martínez                           |                                                | Frente Nacional de Trabajadores                |
| San Ignacio       | 110 359   | Víctor Ocaña Martínez        |                  | Partido Aprista Peruano         | Fausto Solano Gonzáles                         |                                                | Frente Democrático                             |
| Tumbes            | 110 220   | Monsermin Yarila Peña        |                  | Izquierda Unida                 | Gino Moretti Otoya                             |                                                | Frente Democrático                             |
| Tayacaja          | 107 891   | Máximo Gamarra Donayre       |                  | Partido Aprista Peruano         | Humberto Pacheco Cabas                         |                                                | Frente Democrático                             |
| Huancavelica      | 107 062   | Raúl Apumayta Arana          |                  | Partido Aprista Peruano         | Glicerio Ramírez Luna                          |                                                | Izquierda Unida                                |
| Sánchez Carrión   | 104 822   | Ricardo Woolcott Morales     |                  | Partido Aprista Peruano         | Juan Marquina Alfaro                           |                                                | Partido Aprista Peruano                        |
| Satipo            | 103 341   | Fidel Juárez Torres          |                  | Partido Aprista Peruano         | Nemesio Mejía del Castillo                     |                                                | Frente Democrático                             |
| Pisco             | 102 047   | Carlos Medrano Vásquez       |                  | Partido Aprista Peruano         | Juan Díaz Buleje                               |                                                | Frente Democrático                             |
| Utcubamba         | 99 942    | Nixon Heredia Carreazo       |                  | Partido Aprista Peruano         | Milecio Vallejos Bravo                         |                                                | Frente Democrático                             |
| Leoncio Prado     | 98 900    | Máximo Arbizu Bravo          |                  | Partido Aprista Peruano         | Julio Casado Pérez                             |                                                | Partido Aprista Peruano                        |
| Canchis           | 97 537    | Luis Aguilar Claros          |                  | Partido Aprista Peruano         | Mario Velásquez Roque                          |                                                | Izquierda Unida                                |
| Abancay           | 91 049    | Luis Valer Carpio            |                  | Partido Aprista Peruano         | Favio Pozo Zárate                              |                                                | Izquierda Unida                                |
| Celendín          | 84 423    | Emigdio Ortíz Huamán         |                  | Partido Aprista Peruano         | Adolfo Aliaga Apaestegui                       |                                                | Frente Democrático                             |
| Otuzco            | 84 300    | Tomás Burga Vigo             |                  | Partido Aprista Peruano         | Diógenes Juárez Campos                         |                                                | Partido Aprista Peruano                        |
| Huancané          | 84 253    | Vicente Flórez Gutiérrez     |                  | Partido Aprista Peruano         | Hugo Magnatte Zegarra                          |                                                | Izquierda Unida                                |
| Ferreñafe         | 82 475    | Juan Salazar García          |                  | Partido Aprista Peruano         | Ciro Salazar Montaño                           |                                                | Partido Aprista Peruano                        |
| Hualgayoc         | 77 078    | Eduardo Barreto Blanco       |                  | Partido Aprista Peruano         | Esteban Campos Benavides                       |                                                | Frente Democrático                             |
| Quispicanchi      | 76 952    | Elena Bravo Vda. de Revollar |                  | Partido Aprista Peruano         | Beltrán Curasi Barreda                         |                                                | Izquierda Unida                                |
| Pacasmayo         | 76 234    | Virgilio Purizaga Aznarán    |                  | Partido Aprista Peruano         | Virgilio Purizaga Aznarán                      |                                                | Partido Aprista Peruano                        |
| La Mar            | 75 871    | Raúl Bendezú Riveros         |                  | Partido Aprista Peruano         | Serapio Pérez Arce                             |                                                | Unión Cívica Independiente                     |
| Paita             | 74 164    | Milton Ramírez Herrera       |                  | Partido Aprista Peruano         | Rodolfo Guidimo Ugaz                           |                                                | Frente Democrático                             |
| Melgar            | 72 788    | Guillermo Arenas Quispe      |                  | Partido Aprista Peruano         | Fidel Agramonte Ugarte                         |                                                | Izquierda Unida                                |
| Yauli             | 72 602    | Teodoro Cárdenas Casachagua  |                  | Izquierda Unida                 | Teodoro Cárdenas Casachagua                    |                                                | Izquierda Unida                                |
| Chumbivilcas      | 72 467    | Erasmo Mendoza Mendoza       |                  | Partido Aprista Peruano         | Eusebio Villena Castro                         |                                                | Izquierda Unida                                |
| Huanta            | 71 662    | Germán Blanco Encalada       |                  | Partido Aprista Peruano         | Elecciones municipales complementarias de 1991 | Elecciones municipales complementarias de 1991 | Elecciones municipales complementarias de 1991 |
| Cajabamba         | 71 263    | Jorge Rosell Castillo        |                  | Partido Aprista Peruano         | Milner Monzón Ávila                            |                                                | Partido Aprista Peruano                        |
| Bagua             | 68 313    | Juan Izquierdo Montalván     |                  | Partido Aprista Peruano         | Santos Quiroz Alcántara                        |                                                | Frente Democrático                             |
| Huari             | 67 859    | Lola Aguirre Vda. de Rondón  |                  | Partido Aprista Peruano         | Héctor Flores Leiva                            |                                                | Izquierda Unida                                |
| Concepción        | 67 504    | Raúl Berríos Moratillo       |                  | Partido Aprista Peruano         | Delfor Castañeda Romaní                        |                                                | Frente Democrático                             |
| Lamas             | 65 218    | Abner Gonzales Romero        |                  | Partido Aprista Peruano         | Abner Gonzales Romero                          |                                                | Partido Aprista Peruano                        |
| Oxapampa          | 64 881    | Eduardo Koch Müller          |                  | Partido Aprista Peruano         | Alejandro Páucar Rodríguez                     |                                                | Frente Democrático                             |
| San Miguel        | 63 825    | Vicente Hernández Sánchez    |                  | Partido Aprista Peruano         | Tirso Linares Pérez                            |                                                | Izquierda Unida                                |
| Rioja             | 63 447    | Alfonso Pereyra Tejada       |                  | Partido Aprista Peruano         | Aurora Torrejón de Chincha                     |                                                | Frente Democrático                             |
| Pataz             | 63 441    | Luis Mendoza Barrientos      |                  | Partido Aprista Peruano         | Gonzalo Goicochea Arellano                     |                                                | Partido Aprista Peruano                        |
| Moyobamba         | 62 988    | Rafael Bardález Cifuentes    |                  | Partido Aprista Peruano         | César Arévalo Seijas                           |                                                | Frente Democrático                             |
| Huarochirí        | 61 884    | Carlos Flores Balcázar       |                  | Partido Aprista Peruano         | Alcides Lozano Rodríguez                       |                                                | Izquierda Unida                                |
| Lucanas           | 60 934    | César Campos Echevarría      |                  | Partido Aprista Peruano         | Agustín Ccoyllo López                          |                                                | Izquierda Unida                                |
| Tocache           | 60 301    | Santos Gonzales Ruiz         |                  | Partido Aprista Peruano         | Elecciones municipales complementarias de 1991 | Elecciones municipales complementarias de 1991 | Elecciones municipales complementarias de 1991 |
| Chepén            | 58 912    | Pedro Cáceres Becerra        |                  | Partido Aprista Peruano         | Walter Quesquén Terrones                       |                                                | Partido Aprista Peruano                        |
| Huamalíes         | 58 784    | Israel Valencia Pardave      |                  | Partido Aprista Peruano         | Elecciones municipales complementarias de 1991 | Elecciones municipales complementarias de 1991 | Elecciones municipales complementarias de 1991 |
| Anta              | 57 908    | Aparicio Masías Moscoso      |                  | Partido Aprista Peruano         | Fernando Ocros Leyva                           |                                                | Izquierda Unida                                |
| Santiago de Chuco | 57 067    | Franklin Ortega Pereda       |                  | Partido Aprista Peruano         | Francisco Mariños Reyna                        |                                                | Partido Aprista Peruano                        |
| Espinar           | 56 634    | Arturo Espinoza Enríquez     |                  | Partido Aprista Peruano         | Mario Corahua Salcedo                          |                                                | Izquierda Unida                                |
| Mariscal Nieto    | 56 249    | Calixto Cabello Oviedo       |                  | Partido Aprista Peruano         | Elecciones municipales complementarias de 1991 | Elecciones municipales complementarias de 1991 | Elecciones municipales complementarias de 1991 |
| Calca             | 56 138    | Goyo Núñez del Prado Venero  |                  | Partido Aprista Peruano         | Goyo Núñez del Prado Venero                    |                                                | Partido Aprista Peruano                        |
| Ambo              | 55 364    | Alejandro Rojas Fernández    |                  | Partido Aprista Peruano         | Alfonso Ortiz Ynfante                          |                                                | Frente Democrático                             |
| Nazca             | 54 518    | Claudio Li Vera              |                  | Partido Aprista Peruano         | Manuel Elías Valle                             |                                                | Frente Democrático                             |
| Requena           | 52 898    | Pedro Reátegui Montoya       |                  | Partido Aprista Peruano         | Armando Mafaldo Ríos                           |                                                | Izquierda Unida                                |
| Loreto            | 51 011    | Isauro Blas Cobián           |                  | Partido Aprista Peruano         | Víctor Reátegui Vásquez                        |                                                | Frente Democrático                             |
| Islay             | 50 843    | Hernán Montoya Valdivia      |                  | Partido Aprista Peruano         | Pastor Céspedes Rodríguez                      |                                                | Izquierda Unida                                |
| Huaylas           | 50 814    | Roberto Espejo Ramírez       |                  | Partido Aprista Peruano         | Fidel Villegas Acosta                          |                                                | Frente Democrático                             |
| Sandia            | 50 566    | Juan Mercado Salas           |                  | Izquierda Unida                 | Juan Mercado Salas                             |                                                | Izquierda Unida                                |
| Ucayali           | 50 031    | Eduardo del Águila Bardales  |                  | Partido Aprista Peruano         | Rafael Fernández Arévalo                       |                                                | Partido Aprista Peruano                        |
| Chachapoyas       | 45 265    | José Marín Jiménez           |                  | Partido Aprista Peruano         | Napoleón Mendoza Jiménez                       |                                                | Frente Democrático                             |
| Tambopata         | 42 474    | Juan Aguirre Pérez           |                  | Partido Aprista Peruano         | Raúl Ramos Montero                             |                                                | Izquierda Unida                                |